# Teoría de la revisión
La Teoría de la Revisión de la Verdad (RTT, por Revision Theory of Truth), a veces llamada simplemente Teoría de la revisión, es un enfoque semántico que modela, en un marco bivalente, el razonamiento inestable que generan los enunciados autorreferenciales sobre la verdad (como en la paradoja del mentiroso) mediante procesos de revisión de hipótesis acerca de la extensión del predicado “ser verdadero”.

## Contexto y motivación
El paradigma tarskiano mostró cómo definir “verdad” para lenguajes formalizados sin predicado de verdad interno, pero sostuvo que un lenguaje que contiene su propio predicado de verdad, respeta la lógica clásica y puede referirse a sus propias oraciones llevaría a inconsistencias (como ocurre en la paradoja del mentiroso).
Sin embargo, Anil Gupta y Nuel Belnap matizaron esa conclusión: existen lenguajes interpretados, clásicos, con referencia a sus propias oraciones y con su propio predicado de verdad que son consistentes. El giro clave de la RTT es no bloquear el razonamiento paradójico, sino modelarlo como un proceso de revisión de hipótesis sobre la verdad, donde ciertas oraciones resultan estables (se fijan como verdaderas o falsas) y otras inestables (oscilan indefinidamente).
En paralelo, Saul Kripke y la dupla de Robert L. Martin y Peter Woodruff propusieron semánticas de tres valores (verdadero, falso, ni-verdadero-ni-falso) para tratar lenguajes con su propio predicado de verdad, instaurando una “nueva ortodoxia” frente al pesimismo tarskiano. La RTT se presenta entonces como rival bivalente de estas semánticas trivaluadas.

## Lenguajes de verdad y modelos de base
La RTT trabaja con un lenguaje de primer orden {\displaystyle L} (con los conectores {\displaystyle \And }, {\displaystyle \lor } y {\displaystyle \neg }, los cuantificadores {\displaystyle \forall } y {\displaystyle \exists }, el signo igual {\displaystyle =}, variables y un conjunto de nombres, símbolos de función y símbolos de relación) extendido con:
- un predicado unario {\displaystyle T} (“… es verdadero”), y
- comillas para formar nombres de oraciones (‘{\displaystyle }\mathrm {A} ’ es nombre de {\displaystyle A}).

Se fija un modelo de base clásico {\displaystyle M} {\displaystyle =} ⟨{\displaystyle D},{\displaystyle I}⟩ para el fragmento libre de {\displaystyle T}, {\displaystyle L^{-}}, con dos requisitos adicionales: 
1. El dominio incluye a las oraciones del lenguaje.
2. Las comillas nombran a su propia oración (i.e., {\displaystyle I}(‘{\displaystyle A}’) {\displaystyle =} {\displaystyle A}). Así, el lenguaje puede hablar de sus propias oraciones sin aún interpretar T. A partir de M, el desiderátum es una expansión que satisfaga los bicondicionales-T: {\displaystyle T}‘{\displaystyle A}’ {\displaystyle \Longleftrightarrow } {\displaystyle A}.[6]

## Tres modelos de base y un teorema guía
Para calibrar expectativas, se estudian tres “micro-lenguajes” con nombres {\displaystyle \alpha }, {\displaystyle \beta }, {\displaystyle \gamma }, {\displaystyle \tau }, {\displaystyle \lambda } que codifican, vía {\displaystyle I}, oraciones con {\displaystyle T}. El Teorema 2.1 muestra:
1. {\displaystyle M_{1}} (un mini-sistema con dependencia mutua entre {\displaystyle \alpha }, {\displaystyle \beta }, {\displaystyle \gamma }) sí admite una expansión tarskiana única: en ella ({\displaystyle T}{\displaystyle \beta } {\displaystyle \lor } {\displaystyle T}{\displaystyle \gamma }) y {\displaystyle T}{\displaystyle \alpha } son verdaderas, y {\displaystyle \neg }{\displaystyle T}{\displaystyle \alpha } es falsa.
2. {\displaystyle M_{2}} (que contiene el veridictor {\displaystyle T}{\displaystyle \tau }, “esta misma oración es verdadera”) admite dos expansiones tarskianas (una hace {\displaystyle T}{\displaystyle \tau } verdadera, la otra falsa).
3. {\displaystyle M_{3}} (que formaliza al mentiroso {\displaystyle \neg }{\displaystyle T}{\displaystyle \lambda }) no admite expansión tarskiana.

Esto ilustra que no toda situación autorreferencial bloquea la bivalencia, pero el mentiroso sí impide una lectura clásica global de los bicondicionales-T. El hecho de unicidad en (1) y la dualidad en (2) requieren el teorema de transferencia.

## Nociones básicas de la RTT

### Regla de revisión
Una hipótesis {\displaystyle h} : {\displaystyle D} {\displaystyle \rightarrow } {\displaystyle \{}{\displaystyle {t,f}}{\displaystyle \}} postula una extensión provisional para {\displaystyle T}. Dado {\displaystyle h}, se evalúan clásicamente todas las oraciones en el modelo expandido {\displaystyle M} {\displaystyle +} {\displaystyle h}. La regla de revisión {\displaystyle \tau _{M}} envía {\displaystyle h} a una nueva hipótesis {\displaystyle \tau _{M}(h)} declarando verdaderas exactamente las oraciones que salieron verdaderas en {\displaystyle M} {\displaystyle +} {\displaystyle h}:
{\displaystyle \tau _{M}(h)(d)={\begin{cases}t,&{\text{si }}d{\text{ es oración y }}\ Val_{_{M}+_{h}}(d)=t\\f,&{\text{ en otro caso}}\end{cases}}}

### Secuencias de revisión
Se itera la regla: {\displaystyle h}, {\displaystyle \tau (h)},{\displaystyle \tau ^{2}(h)},…, y transfinitamente en ordinales límite {\displaystyle \eta }. En límites, lo estabilizado hasta {\displaystyle \eta } debe fijarse en {\displaystyle \eta }; lo que no estabilizó puede fijarse libremente como {\displaystyle {t}} o {\displaystyle {f}} (un muestra de la política liberal de límites de Gupta–Belnap).

### Estabilidad y cuasi-estabilidad
- Estable (stable): {\displaystyle A} es establemente {\displaystyle {t}} (o {\displaystyle {f}}) en una secuencia si, a partir de cierto estadio, su valor no cambia.
- Casi-estable (near stable): se permite que alrededor de ordinales límite existan fluctuaciones finitas; fuera de esas “vecindades finitas”, el valor se comporta como estable.[10]

### Validez porT∗{\displaystyle T^{*}}y porT#{\displaystyle T^{\#}}
- Un enunciado es válido por {\displaystyle T^{*}} si es establemente verdadero en toda secuencia de revisión.
- Es válido por {\displaystyle T^{\#}} si es casi-establemente verdadero en toda secuencia. Con {\displaystyle T^{\#}} se recuperan leyes semánticas deseables. Por ejemplo: {\displaystyle T}‘{\displaystyle A}’ {\displaystyle \equiv } {\displaystyle \neg }{\displaystyle T}‘{\displaystyle A}’, y distributividad de {\displaystyle T} sobre {\displaystyle \land }, {\displaystyle \lor }; en {\displaystyle T^{*}} algunas de estas pueden fallar en ciertos modelos.[11]

## Interpretación del formalismo

### La significación de T
Para Gupta y Belnap, lo que fija “lo que ‘verdadero’ significa” en un mundo (modelo de base) es la propia regla de revisión {\displaystyle \tau _{M}}. Esta idea concreta la tesis de la significación: los bicondicionales-T fijan la significación del predicado de verdad en cada mundo.

### El ‘si y solo si’ definicional
Los bicondicionales-T no se leen como bicondicional material clásico, sino como el ‘ssi’ de introducción definicional de un concepto circular. La RTT se generaliza así a una teoría de conceptos circularmente definidos: el patrón definicional induce una regla de revisión {\displaystyle \delta _{M},_{D}} análoga a {\displaystyle \tau _{M}}.

### Razonamiento paradójico sin contradicción
La RTT modela la inferencia del mentiroso y muestra su inestabilidad, pero no deriva contradicción: aun si valida “(1) es verdadera si y solo si (1) no es verdadera”, el ‘ssi’ no es el material clásico, y, además, todo razonamiento es hipotético (relativo a una hipótesis {\displaystyle h}), no categórico.

### Superveniencia semántica
Inspirándose en Michael Kremer, la RTT sostiene que la significación de verdad superviene en los hechos no semánticos (el modelo de base): una vez fijados el mundo y la interpretación del vocabulario no semántico, la regla {\displaystyle \tau _{M}} queda determinada.

### Interpretación no superveniente
Yaqūb concuerda en el carácter definicional circular, pero sostiene que la determinación de la verdad en un lenguaje bivalente no superviene meramente en el modelo de base: también depende de la secuencia de revisión (y, por tanto, de la hipótesis inicial), pues en mundos con veridictores no hay extensión privilegiada de {\displaystyle T}.

### Clasificación fina de oraciones
Las herramientas de revisión permiten clasificar enunciados (e.g., “tipo mentiroso”, “tipo veridictor”, “de venganza”) según patrones de oscilación y estabilidad. Desarrollos grafoteóricos y de puntos fijos amplían esta taxonomía.

## Comparación con semánticas trivaluadas
Las semánticas de tres valores evitan la contradicción asignando a algunos enunciados el valor ni-verdadero-ni-falso. No obstante, esta estrategia plantea tensiones:
- Superveniencia: con veridictores como “(TT) es verdadera”, suele haber múltiples interpretaciones aceptables (verdadero/falso/indeterminado), lo que socava una lectura unívoca de la superveniencia.[16]
- Expresividad: ciertos teoremas de existencia de puntos fijos requieren lenguajes empobrecidos; con conectivos más fuertes, el tratamiento del mentiroso se vuelve problemático.[21]
- Comportamiento clásico sin referencia viciosa: Kremer[22] y Wintein[23] discuten en qué condiciones la verdad se comporta “clásicamente” en ausencia de referencia viciosa, tanto en esquemas trivaluados como en variantes de la RTT. Pinder evalúa atractivos metasemánticos de cada familia.[24]

La RTT, por su parte, se mantiene bivalente y describe al mentiroso como inestable bajo revisión (“sea la hipótesis que sea, la evaluación semántica la refuta”), capturando el carácter genuinamente paradójico de la negación fuerte. La RTT es bivalente en el sentido de que toda evaluación en {\displaystyle M} {\displaystyle +} {\displaystyle h} usa {\displaystyle t/f}. Lo que prolifera son los estados o estatus revisionales (estable, casi-estable, inestable, categórico/no categórico). La contraposición con teorías “multivaluadas” alude a valores de verdad presupuestos, no a los estatus disponibles.

## Enmiendas y variantes de la RTT
1. Hipótesis consistentes {\displaystyle T^{c}}: restringir las hipótesis a conjuntos completos y consistentes.[27]
2. Reglas de límite alternativas:
  - Herzberger pone falso a todo lo no estabilizado en límites.[28]
  - Gupta “hereda” en límites el valor de la hipótesis inicial.[2]
3. Restricciones globales: reglas que correlacionan decisiones en distintos límites para evitar “artefactos” (e.g., equivalencias espurias entre mentirosos independientes).[17]
4. Revisión por clases de hipótesis: Campbell-Moore formaliza P-secuencias de revisión exigiendo que, en límites, las hipótesis pertenezcan a clases estables (permitiendo garantizar maximalidad y consistencia en todos los límites).[29]

## Conceptos circulares
Gupta y Belnap presentan la RTT como caso de una teoría general de definiciones circulares. Dado un predicado nuevo {\displaystyle G} definido mediante un esquema {\displaystyle Gx=_{df}A(x,G)}, el par {\displaystyle (D,M)} induce una regla de revisión {\displaystyle \delta _{M},_{D}} para {\displaystyle G}. Se definen nociones de validez {\displaystyle S^{*}} y {\displaystyle S^{\#}} análogas a {\displaystyle T^{*},T^{\#}}. Un resultado clásico muestra que (para ciertas definiciones) los conjuntos de teoremas no son axiomatizables recursivamente y alcanzan complejidad {\displaystyle \Pi _{2}^{1}} (límite inferior), con límites superiores correspondientes. Existen, no obstante, cálculos completos para sistemas que usan solo secuencias finitas o restricciones adecuadas.

## Relación con teorías axiomáticas de la verdad
Otra tradición busca axiomáticas de la verdad que preserven la lógica clásica o los bicondicionales-T (o ambos) sacrificando otras piezas (e.g., propiedades del condicional). Halbach y Horsten ofrecen panoramas de referencia; el sistema FS se ha estudiado en su relación con las semánticas revisionales. Field construye modelos que integran puntos fijos y revisión para sostener una teoría tan cercana a la clásica como sea posible, capaz de expresar que ciertos enunciados son defectuosos.

## Aplicaciones y extensiones
Las ideas revisionales se han aplicado a:
- Conjuntos no bien fundados.[38]
- Decisión racional y juegos.[39][40]
- Vaguedad.[41]
- Lógica modal de la teoría de la revisión para definiciones circulares.[42]
- Probabilidades y creencias bajo revisión.[43][44]
- Paradoja de Zenón (Benardete) vía análisis revisional.[45]
- Conexiones con el prosentencialismo,[46] el deflacionismo[47] y el minimalismo.[48]
- Epistemología de la percepción: consentimiento (entitlement) hipotético y su “categorización” mediante revisión.[49][50]

## Interrogantes abiertas
Una cuestión central es la complejidad del conjunto de enunciados válidos por {\displaystyle T^{*}} y por {\displaystyle T^{\#}}. La duda sería expresable en los siguientes términos: ¿qué grado de complejidad descriptiva tienen globalmente (no solo relativos a un modelo de base)? La literatura mantiene el problema abierto, con resultados parciales para la teoría general de definiciones circulares.

## 14. Véase también
- Paradoja del mentiroso
- Nuel Belnap
- Saul Kripke